# Inzulinóma
Az inzulinóma (latinul: insulinoma) β-sejt-eredetű inzulinelválasztó hasnyálmirigytumor. Ritka neuroendokrin tumor. A legtöbb inzulinóma benignus – csak eredeti helyén nő –, de néhány áttétet képez. Az inzulinómák funkcionális (inzulinszekréciójuk miatt) hasnyálmirigy-neuroendokrintumorok (PNET). A Medical Subject Headings osztályzásában az inzulinóma a szigetsejtes adenóma egyetlen altípusa.
A β-sejtek inzulint választanak el vércukorszint-növekedés esetén. Az inzulinszint-növekedés csökkenti a vér glükózszintjét, ezután a további inzulinszekréció megszűnik. Ezzel szemben az inzulinómák glükózszinttől függetlenül választanak el inzulint, a normális szint alá csökkentve a vér glükóztartalmát.
Emiatt a betegekben hipoglikémia jelentkezik, mely evés hatására javul. Az inzulinómadiagnózis általában biokémiai úton történik alacsony vércukorszint, magas inzulin-, proinzulin- és C-peptid-szint esetén, megerősítése orvosi képalkotással vagy angiográfiával történik. Kezelése műtéti.

## Jelek és tünetek
Az inzulinómás betegekben általában neuroglikopéniás tünetek, például ismétlődő fejfájás, letargia, diplópia, homályos látás jelentkeznek, különösen edzés vagy koplalás esetén. A súlyos hipoglikémia rohamokhoz, kómához vagy maradandó neurológiai károsodáshoz vezet. A hipoglikémiára adott katekolaminerg válaszok okozta tünetek ritkábbak. A hipoglikémia megelőzése miatti állandó evés okozta súlygyarapodás gyakori.

## Diagnózis
Az inzulinóma diagnózisa valószínű szimptomatikus éhomi hipoglikémia esetén. A Whipple-triásznak teljesülnie kell a „valódi hipoglikémia” diagnózisához:
1. hipoglikémiás tünetek és jelek,
2. 45 mg/dl (2,5 mmol/l) alatti plazmaglükózszint és
3. glükózzal visszafordítható tünetek

### Vértesztek
Az alábbi vértesztek kellenek inzulinóma diagnózisához:
- glükóz
- inzulin
- C-peptid

Ha elérhető, a proinzulinszint is hasznos. Más vértesztek képesek a hipoglikémia egyéb okainak kizárására.

### Szupressziós tesztek
Normál esetben az endogén inzulintermelés megszűnik hipoglikémia esetén. 72 órás, általában kórházban felügyelt koplalással vizsgálható, hogy megszűnik-e az inzulinszint-emelkedés, ami az inzulin-előállító tumor erős indikátora.
A teszt során a beteg ihat kalória- és koffeinmentes folyadékokat. A kapilláris vércukorszintet 4 óránként mérik reflektanciamérővel 60 mg/dl (3,3 mmol/l) alatti szintig. Ezután 49 mg/dl (2,7 mmol/l) glükózszintig óránként történik a mérés. Ekkor vagy a hipoglikémiás tünetek megjelenésekor a szérumglükóz-, -inzulin-, -proinzulin- és -C-peptid-szint mérésére vért vesznek. A koplalás ekkor véget ér, a hipoglikémia intravénás dextrózoldat vagy szénhidráttartalmú étel vagy ital útján elkezdődik.

### Diagnosztikai képalkotás
Az inzulinóma noninvazívan például ultrahanggal, komputertomográfiai vagy mágnesesrezonancia-képalkotással lokalizálható. Az indium-111-pentetreotid-ellenőrzés érzékenyebb ezeknél szomatosztatinreceptor-pozitív tumorok esetén, de nem jó diagnosztikai eszköz inzulinómákra. Az endoszkópos ultrahang szenzitivitása tumorhelytől függően 40–93% inzulinómák észlelése terén.
Bizonyos esetekben a perkután transzhepatikus hasnyálmirigyvéna-katéteres angiográfia vérinzulinszint-méréshez való mintavételhez kell. Kalcium injektálható bizonyos artériákba a hasnyálmirigy egyes részeiből való inzulinfelszabadítás stimulálására, mely mérhető a megfelelő vénákból való mintavétellel. A kalciumstimuláció használata javítja a specificitást. Az inzulinómaeltávolító műtét során intraoperatív ultrahang lokalizálhatja a tumort, segítve a műtétet a noninvazív képalkotásnál nagyobb szenzitivitás mellett.

## Kapcsolata a cukorbetegséggel
Ha cukorbetegség miatti hiperglikémia esetén változatlan életmód mellett jelentkezik az inzulinóma, azt a cukorbetegség „elrejtheti”, „gyógyíthatja” a normoglikémia helyreállításával vagy enyhe hipoglikémia okozásával. Ez akár a cukorbetegség elleni gyógyszerek abbahagyását is okozhatja az inzulinóma jelenlétéig. Az inzulinóma eltávolítása visszaállíthatja a hiperglikémiát. Az inzulinómák 1-es típusú cukorbetegség esetén ritkábbak, mint 2-es típusú esetén, de ismertek ilyen esetek is.

## Kezelés

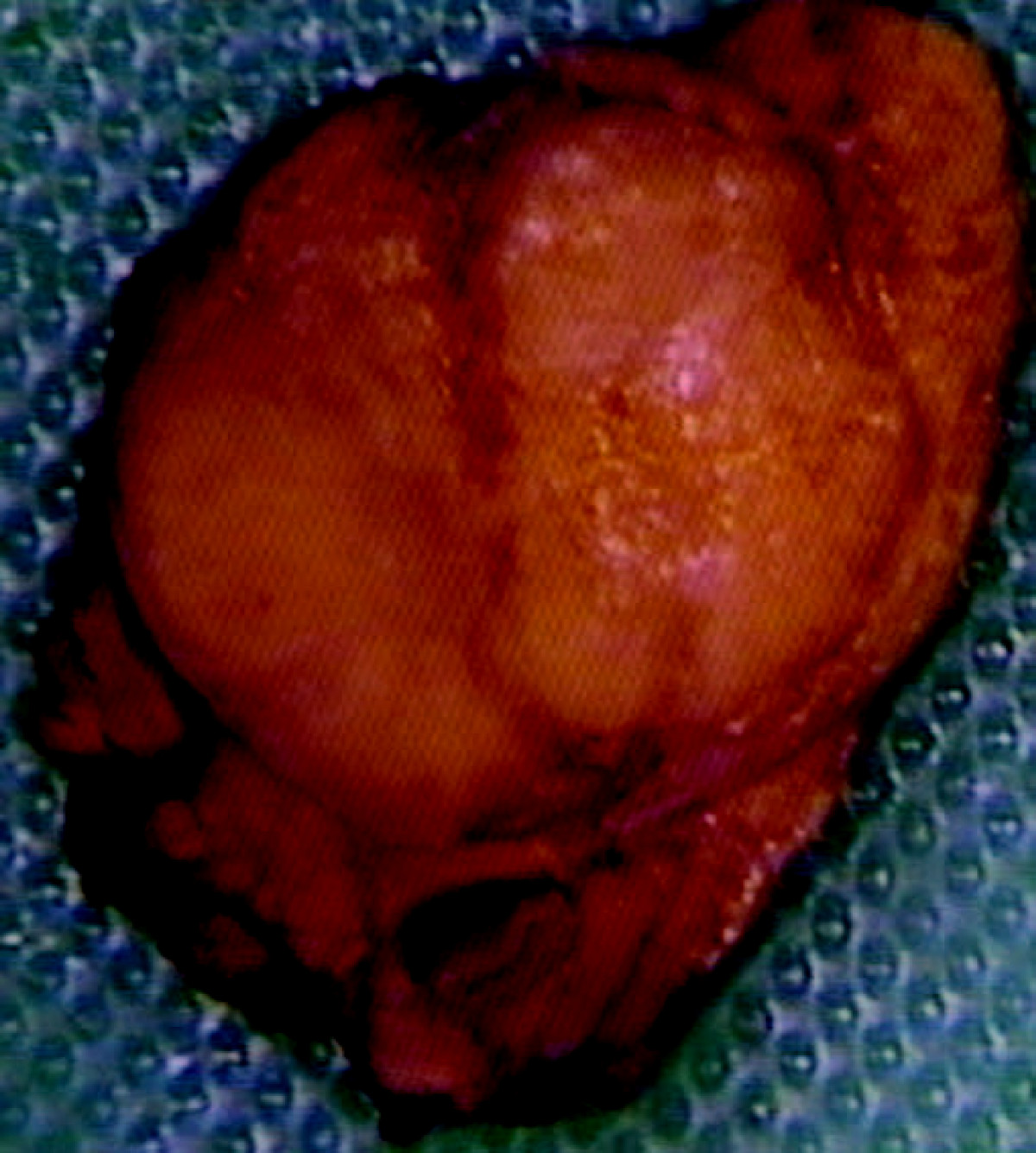
Inzulinóma. Látható a tumoroknál gyakori vörösbarna szín

A legnagyobb hatásfokú kezelés az inzulinóma műtéti eltávolítása. Ez a hasnyálmirigy egy részének eltávolítását is magában foglalhatja (Whipple-folyamat, distalis pankreatektómia). Az olyan gyógyszerek, mint a diazoxid és a szomatosztatin leállíthatják az inzulintermelést nem műtétre javasolt vagy inoperábilis tumorok esetén. A sztreptozocin használható túl sok inzulint termelő szigetsejtes rákok esetén. Kombinált kemoterápiában használatos doxorubicinnel vagy annak ellenjavallata esetén fluoruracillal együtt. Intrahepatikus növekedésű metasztatikus tumorok esetén májartéria-okklúzió vagy embolizáció használható.

## Prognózis
A legtöbb benignus inzulinómás beteg műtéttel kezelhető. Az állandó vagy visszatérő hipoglikémia általában többtumoros betegekben fordul elő. Japánban a posztoperatív cukorbetegség prevalenciája 9,7% – benignus esetekben 9,4%, malignus esetekben 13,6%.

## Incidencia
Az inzulinómák ritka neuroendokrin tumorok, incidenciájuk évi 1–4 új eset millió személyenként. Az inzulinóma a Langerhans-szigetekből eredő egyik leggyakoribb tumor (endokrin hasnyálmirigytumor). Az áttétképzés valószínűsége becslések szerint 4–15%. Az inzulinómák több mint 99%-a ered a hasnyálmirigyben, és csak kevés az ektópiás hasnyálmirigyszövetből származó. Az esetek mintegy 5%-a összefügg a mellékpajzsmirigyek és a hipofízis tumorjaival (1-es típusú endokrin neoplázia multiplex), multiplexszé válási és áttétképzési esélyük nagyobb. A legtöbb inzulinóma kicsi, 2 cm alatti.

## Történet
A hipoglikémiát először a 19. században írták le. 1902-ben írta le Nicholls az első hasnyálmirigy-adenómát. Az 1920-as években az inzulin és diabéteszkezelésben való hasznának felfedezése után a hiperinzulinizmust a nem cukorbetegekben a hipoglikémia feltételezett okának találták. Egy újabb leírását 1924-ben közölte Seale Harris. Az első szigettumor-eltávolítással történő műtéti hipoglikémia-kezelést 1929-ben hajtották végre.
Egy Münchenben eltávolított inzulinóma szolgáltatta az első humán génklónozási kísérletben lévő inzulin-mRNS-t. 1979-ben Axel Ulrich e gént Escherichia coliba másolta. A legtöbb ma használt terápiás inzulin innen származik.

## Fordítás
Ez a szócikk részben vagy egészben  az   Insulinoma című angol Wikipédia-szócikk ezen változatának fordításán alapul.  Az eredeti cikk szerkesztőit annak laptörténete sorolja fel. Ez a jelzés csupán a megfogalmazás eredetét és a szerzői jogokat jelzi, nem szolgál a cikkben szereplő információk forrásmegjelöléseként.